# Iran Khadjeh-Nouri

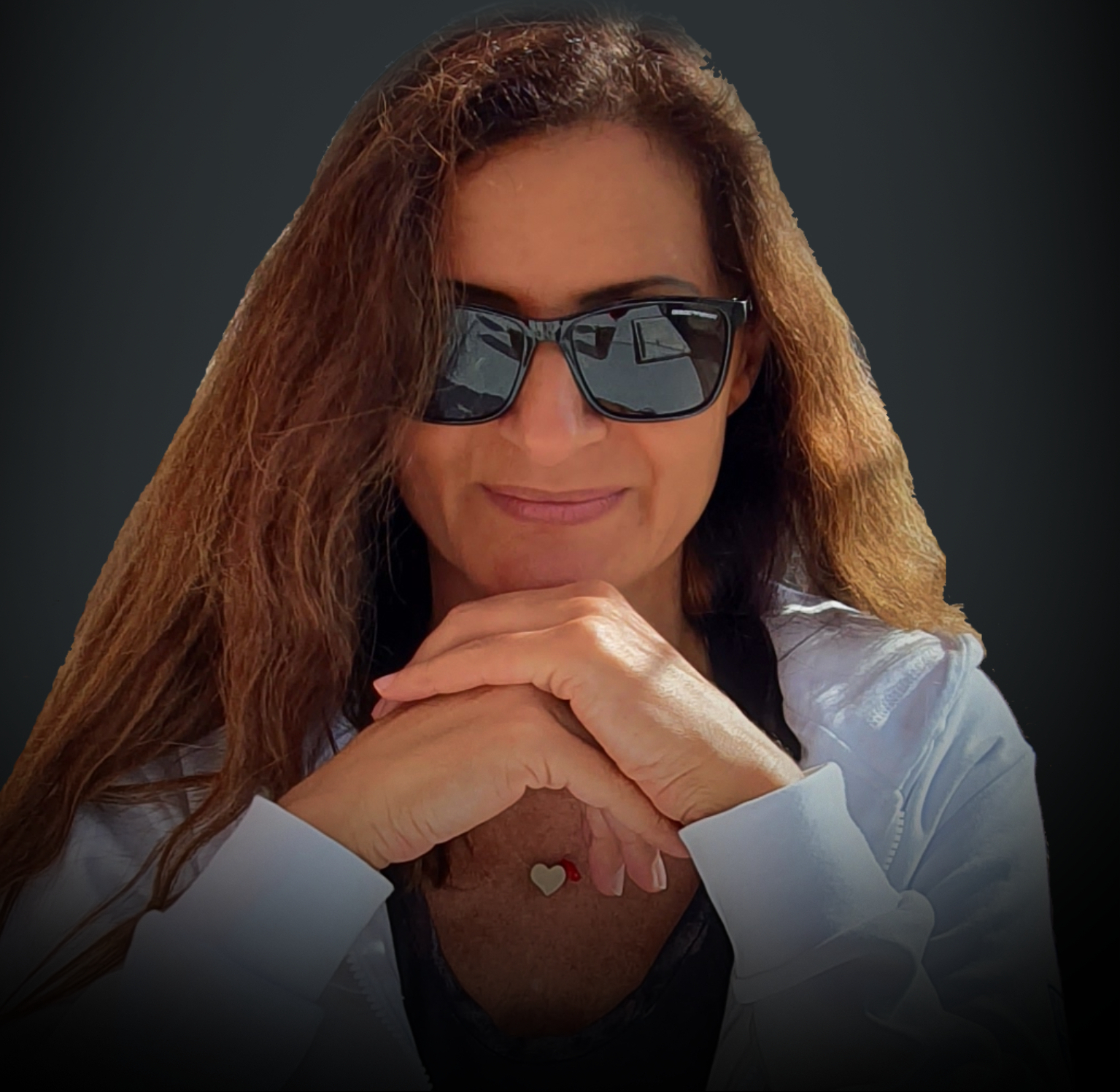
Iran Khadjeh-Nouri (2020)

Iran Khadjeh-Nouri (* 26. Februar 1966 in Hamburg) ist eine deutsche Wettkampftänzerin. Sie ist mehrfache Deutsche Amateur-Meisterin in den Standardtänzen und Europameisterin der Amateure in der Königsdisziplin Zehn Tänze.

## Leben
Khadjeh-Nouri ist die Tochter einer deutschen Mutter und eines iranischen Diplomaten. Sie begann 1973 im Alter von sieben Jahren mit dem Turniertanzsport im Hamburger Sportverein TuS Alstertal, dem heutigen HSV, dem sie bis zum Abschluss ihrer Tanzsportkarriere 1992 treu blieb. Parallel zur Sportkarriere absolvierte sie 1990 eine Lehre zur Groß- und Außenhandelskauffrau.
Als mehrfache Hamburger Meisterin gewann sie in der höchsten deutschen Leistungsklasse der Amateure von 1990 bis 1992 drei Mal in Serie die Deutschen Meisterschaften in den Standardtänzen. Zusammen mit ihrem Bruder Asis Khadjeh-Nouri gewann sie 1990 die 10-Tänze Europameisterschaft in Ungarn-Szombathely.
Weiterhin gewann sie 1991 den internationalen World-Trophy-Meistertitel in der Disziplin Kür-Standard der Amateure.
Zwischen 1986 und 1992 stand Khadjeh-Nouri dauerhaft sieben Jahre lang im Deutschen und Europameisterschafts-Finale der höchsten deutschen Sonderklasse der Amateure in den Standardtänzen und in der Kombination 10-Tänze und gewann u. a. die internationalen Wettkämpfe German-Open 1992 mit über 500 teilnehmenden Tanzpaaren. Weitere Erfolge sicherte sie sich bei den Kanada-Open, French-Open und Hongkong-Open.
Khadjeh-Nouri lebt in Hamburg.

## Erfolge
- 1. Platz Europameisterschaft Amateur S-10 Tänze 1990 in Ungarn/Szombathely
- 1. Platz Deutsche Meisterschaft Amateur S-Standard 1990 und 1991 und 1992[6]
- 1. Platz World-Trophy, Kür-Weltmeisterschaft Amateure -Standard 1992
- 3. Platz Weltmeisterschaft Amateure S-Standard 1992
- German-Open-Siegerin Amateur S-Standard 1992
- German-Open-Vize-Meisterin, Amateur S-Standard 1991
- German-Open-Vize-Meisterin, Amateur S-Standard 1990
- German-Open-Dritter Platz, Amateur S-Standard 1989
- Kanada-Open-Siegerin Amateur S-Standard 1991
- Hongkong-Open-Siegerin Amateur S-Standard 1989
- 3. Platz der Weltrangliste Amateur Standard 1992

## Werke
- Iran Khadjeh-Nouri: Fahrplan durch die Wechseljahre: Menostart statt Menopause. Amazon kindle, 2020.